# Angelo da Tolentino
Angelo da Tolentino (fl. XIII secolo) è stato un religioso italiano, francescano e missionario nella Piccola Armenia alla fine del XIII secolo. 
Appartenne al gruppo di Angelo Clareno e degli "spirituali" marchigiani.

## Biografia
Di Angelo da Tolentino non conosciamo la data di nascita o di morte. Conosciamo il probabile luogo di nascita nelle Marche dall'appellativo con cui era conosciuto. Iniziamo ad avere sue notizie quando, intorno al 1287, insorse contro gli abusi della professione minoritica di raccogliere denari in chiesa, di abbandonare i conventini per costruirne di sontuosi. Imprigionato con altri confratelli fu fatto liberare da Raimondo Gaufridi, appena dopo l'elezione a Generale in Rieti, nel 1289.
Angelo da Tolentino apparteneva quindi al gruppo di Angelo Clareno e degli "spirituali" marchigiani. Fu lo stesso Gaufridi, ad inviare Angelo ed i suoi confratelli come missionari nell'Armenia minore, dove conquistarono in breve tempo la benevolenza del popolo e del re Aitone II.
La forte pressione dei Saraceni ai confini del suo regno, spinse il re Aitone ad inviare Angelo da Tolentino e i compagni Tommaso da Tolentino e Marco da Montelupone, come ambasciatori al papa Niccolò IV e ai re di Francia e di Inghilterra a supplicare un sostegno, mentre Pietro da Macerata e Angelo Clareno restarono in missione fino al 1294.
Il 23 gennaio 1292 sono ad Avignone dove, il papa, ricevuta l'ambasceria alti elogi dei missionari del Re Aitone, li raccomanda al re di Francia Filippo il Bello che incontreranno il 25 maggio a Parigi. In Gran Bretagna, dove sono conservati i documenti pontifici e la lettera del re Aitone II al re inglese Edoardo I, arriveranno poco dopo.
Dopo questa data di frat'Angelo non si sa più nulla. Non è possibile affermare se sia in seguito rientrato in Italia,  subendo la sorte degli altri spirituali marchigiani.